# Ана Нова
Ана Нова (на английски: Ana Nova) е артистичен псевдоним на германската порнографска актриса, родена на 5 юни 1975 година в град Магдебург, Западна Германия.
Дебютира в порнографската индустрия през 2001 година.

## Награди и номинации
Носителка на награди
- 2001: Venus награда за най-добра нова актриса (Германия)[2]

Номинации
- 2004: Номинация за AVN награда за чуждестранна изпълнителка на годината.[3]
- 2004: Номинация за AVN награда за най-добра секс сцена с тройка (видео) – Ass Stretchers[4]